# Władysławów (powiat łukowski)
Władysławów – wieś w Polsce położona w województwie lubelskim, w powiecie łukowskim, w gminie Adamów.
Wierni Kościoła rzymskokatolickiego należą do parafii Nawiedzenia Najświętszej Maryi Panny w Woli Gułowskiej.
W latach 1975–1998 miejscowość należała administracyjnie do województwa siedleckiego.
Wieś stanowi sołectwo w gminie Adamów. Według Narodowego Spisu Powszechnego z roku 2011 wieś liczyła 174 mieszkańców.